# محوطه مور در
محوطه مور در مربوط به هزاره سوم قبل از میلاد - دوره اشکانیان است و در شهرستان سرباز، بخش مرکزی، دهستان مورتان، روستای موردر واقع شده و این اثر در تاریخ ۲۷ اسفند ۱۳۸۷ با شمارهٔ ثبت ۲۶۵۲۰ به‌عنوان یکی از آثار ملی ایران به ثبت رسیده است.